# A Funny Thing Happened on the Way to the Forum
A Funny Thing Happened on the Way to the Forum er en musical med musik og tekst af Stephen Sondheim til en historie af Burt Shevelove og Larry Gelbart. A Funny Thing Happened on the Way to the Forum er inspireret af den romerske skuespilforfatter Plautus' farcer, særligt Pseudolus, Miles Gloriosus og Mostellaria. Musicalen handler om slaven Pseudolus og hans forsøg på at vinde friheden ved at hjælpe sin herre med at kurtisere nabopigen. Plottet udviser mange af den klassiske farces elementer, herunder ordspil, smækken med døre, identitetsforvekslinger (herunder personer der klæder sig ud som hinanden) og satiriske kommentarer til forskellige sociale klasser. Titlen stammer fra en frase, som vaudeville-komikere ofte benyttede til at begynde en historie med: "A funny thing happened on the way to the theater" ("Der skete noget morsomt på vej til teatret").
| Musik | Spire Denne musikartikel er en spire som bør udbygges. Du er velkommen til at hjælpe Wikipedia ved at udvide den. |